# Мироевский, Артём Васильевич
Артём Васильевич Мироевский (бел. Арцём Васілевіч Міраеўскі; род. 31 мая 1999, Новые Марковичи, Гомельская область) — белорусский футболист, полузащитник могилёвского «Днепра».

## Карьера

### «Чисть»
Начинал заниматься футболом в жлобинской СДЮШОР. Затем футболист перебрался в структуру минского «Динамо». В 2017 году футболист стал выступать за дублирующий состав минского клуба. В сезоне 2017 года футболист также стал попадать в заявки на матчи основной команды, однако на поле так и не вышел. В августе 2018 года футболист на правах арендного соглашения присоединился к клубу «Чисть», соглашение с которым рассчитано до конца сезона. Дебютировал за клуб футболист 4 августа 2018 года в матче против мозырской «Славии», выйдя на поле в стартовом составе. По итогу сезона футболист вместе с клубом завершил чемпионат на итоговом последнем месте. На протяжении сезона футболист выступал за клуб в роли одного из ключевых игроков, однако результативными действиями не отличился. По окончании срока арендного соглашения футболист покинул клуб. В январе 2019 года футболист начинал подготовку с основной командой минского «Динамо». Однако ещё до начала сезона футболист покинул клуб.

### «Арсенал» Дзержинск
В марте 2019 года футболист на правах свободного агента присоединился к дзержинскому «Арсеналу». Вместе с клубом футболист стал победителем чемпионата, заработав себе прямое повышение в Первую лигу. Первый матч в новом сезоне футболист сыграл 26 апреля 2020 года против клуба «Ошмяны-БГУФК», выйдя на поле в стартовом составе. Первым результативным действием за клуб футболист отличился 2 мая 2020 года в матче против светлогорского «Химика», отдав голевую передачу. Первым в сезоне забитым голом за клуб футболист отличился 31 мая 2020 года в матче против новополоцкого «Нафтана». На протяжении сезона футболист выступал за клуб в роли одного из ключевых игроков, отличившись также дублями из голевых передач в матчах против гомельского «Локомотива» и клуба «Ошмяны-БГУФК». по итогу сезона футболист вместе с клубом завершил чемпионат на итоговом четвёртом месте. Всего за сезон футболист отличился 6 забитыми голами и 10 голевыми передачами.

### «Рух» Брест

#### Сезон 2021
В декабре 2020 года брестский «Рух» оформил официальный трансфер футболиста, с которым подписал трёхлетний контракт. Новый сезон футболист начинал со скамейки запасных. Дебютировал за клуб футболист 18 апреля 2021 года в матче против «Сморгони», выйдя на замену на 78 минуте. Однако закрепиться в основной команде брестского клуба у футболиста так и не получилось, большую часть сезона проведя либо на скамейке запасных, либо вообще не попадал в заявку. Всего за клуб футболист успел провести 3 матча в рамках чемпионата. По итогу сезона футболист вместе с клубом завершил чемпионат на итоговом пятом месте. Однако в начале 2022 года брестский клуб снялся с розыгрыша чемпионата из-за финансовых проблем, а в последствии и вовсе прекратил своё существование.

#### Аренда в «Арсенал» Дзержинск
В марте 2022 года футболист на правах арендного соглашения присоединился к дзержинскому «Арсеналу», соглашение с которым было рассчитано до конца сезона. Первый матч в новом сезоне футболист сыграл 11 апреля 2022 года против «Витебска», выйдя на замену на 81 минуте. На протяжении сезона футболист продолжал выступать за дзержинский клуб в роли игрока замены, большую часть матчей проведя на скамейке запасных. По итогу сезона футболист вместе с клубом завершил чемпионат в зоне стыковых матчей за сохранение прописки. По итогу стыковых матчей футболист вместе с клубом уступили рогачёвскому «Макслайну» и выбыли в Первую лигу. За проведённый сезон футболист результативными действиями за дзержинский клуб отличиться так и не смог.

### «Макслайн»
В январе 2023 года футболист приступил к подготовке к новому сезону в составе дзержинского «Арсенала». Однако позже футболист покинул расположение клуба. В марте 2023 года футболист на правах свободного агента присоединился к витебскому «Макслайну», подписав контракт до конца сезона. Дебютировал за клуб футболист 1 апреля 2023 года в матче против «Слонима-2017», выйдя на замену на 79 минуте. На протяжении первой половины сезона футболист выступал за витебский клуб в роли одного из основных игроков, преимущественно выходя на поле со скамейки запасных, однако результативными действиями не отличился. В начале июля 2023 года футболист выбыл из распоряжения клуба. Вскоре витебский клуб объявил о расторжении контракта с футболистом. В заявлении пресс-службы также сообщалось, что инициатива завершения сотрудничества с футболистом исходит именно от клуба.

### «Бумпром»
В августе 2023 года футболист на правах свободного агента присоединился к гомельскому «Бумпрому», подписав контракт до коцна сезона. Дебютировал за клуб футболист 5 августа 2023 года в матче против клуба «Жодино-Южное», выйдя на поле в стартовом составе. В своём следующем матче 12 августа 2023 года против долбизновской «Нивы» футболист отличился своей дебютной результативной передачей. Дебютным забитым голом за клуб футболист отличился 21 августа 2023 года в матче против «Лиды». В матче 14 октября 2023 года против петриковского «Шахтёра» футболист отличился дублем из результативных передач. По итогу сезона футболист вместе с клубом завершил чемпионат на итоговом тринадцатом месте. На протяжении сезона футболист выступал за клуб в роли одного из ключевых игроков, отличившись 3 забитыми голами и 4 голевыми передачами.
В декабре 2023 года футболист продлил контракт с гомельским клубом ещё на сезон. Первый матч в новом сезоне футболист сыграл 6 апреля 2024 года против клуба АБФФ U-17, выйдя на поле в стартовом составе и отличившись голевой передачей. Своим первым в сезоне забитым голом футболист отличился 20 апреля 2024 года в матче против бобруйской «Белшины». В матче 17 ноября 2024 года против «Орши» футболист отличился дублем из результативных передач. По итогу сезона футболист вместе с клубом завершил чемпионат на итоговом девятом месте в турнирной таблице. На протяжении сезона футболист выступал за клуб в роли одного из ключевых игроков, отличившись 4 забитыми голами и 14 результативными передачами, став вторым лучшим ассистентом чемпионата. В январе 2025 года футболист покинул гомельский клуб по окончании срока действия контракта.

### «Днепр-Могилёв»
В конце января 2025 года футболист присоединился к тренировкам с могилёвским «Днепром». В феврале 2025 года футболист официально присоединился к могилёвскому клубу, подписав контракт до конца сезона. Дебютировал за клуб футболист 29 марта 2025 года в матче против долбизновской «Нивы», выйдя на поле в стартовом составе. Первым результативным действием за клуб футболист отличился 19 апреля 2025 года в матче против клуба АБФФ U-19, отдав голевую передачу. Дебютным забитым голом за клуб футболист отличился 1 июня 2025 года в матче против «Лиды».

## Международная карьера
В сентябре 2015 года футболист получил вызов в юношескую сборную Беларуси до 17 лет. Вместе со сборной футболист отправился на квалификационные матчи юношеского чемпионата Европы. Дебютировал за сборную футболист 30 сентября 2015 года в матче против сборной Черногории. В апреле 2017 года футболист принимал участие в матчах с юношеской сборной Беларуси до 18 лет. В августе 2017 года футболист получил вызов в юношескую сборную Беларуси до 19 лет. Дебютировал за сборную футболист 2 сентября 2017 года в товарищеском матче против сборной Эстонии, также отличившись дебютным забитым голом.

## Достижения
«Арсенал» Дзержинск
- Победитель Второй лиги: 2019